# Årup, Danmark
Årup (danska: Aarup) är en tätort i Assens kommun i Region Syddanmark i Danmark. Tätorten har 3 246 invånare (2024). Den ligger på Fyn, cirka 15,5 kilometer nordost om Assens. Årup var centralort i Årups kommun fram till kommunreformen 2007.